# Bell P-39 Airacobra

Bell P-39D Airacobra

Белл P-39 Аерокобра (англ. Bell P-39 Airacobra) — був одним з основних американських винищувачів, який перебував на озброєнні тоді, коли Сполучені Штати вступили у Другу світову війну. P-39 використовувався радянськими військово-повітряними силами, найбільша кількість ворожих літаків на східноєвропейському театрі бойових дій була збита пілотами саме цих літаків. Р-39 також   використовували сили Вільної Франції, Королівські ВПС, Військово-повітряні сили Сполучених Штатів та Італійські військово-повітряні сили на боці союзників.

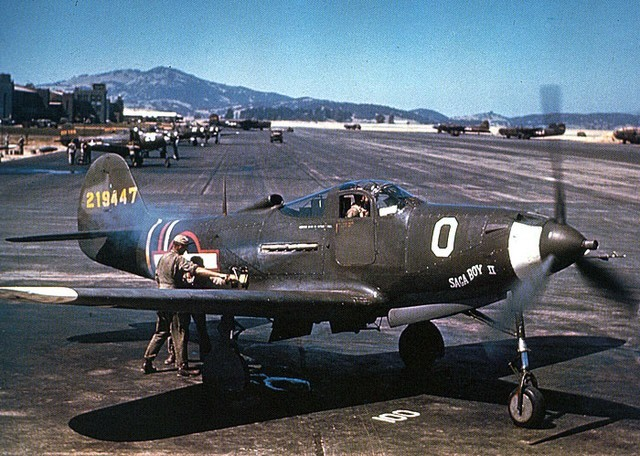
P-39Q 42-1947, «Saga Boy II» полковника Едвіна С. Чікерінга, CO 357th Fighter Group, липень 1943 р.

Розроблений компанією Bell Aircraft, він мав інноваційне компонування, двигун був розташований в центрі фюзеляжу, позаду пілота і приводив в рух повітряний гвинт за допомогою довгого вала, який проходив під сидінням пілота. Також це був перший винищувач з носовою схемою шасі. Незважаючи на інноваційне розміщення двигуна у центрі корпусу літака, позаду пілота, конструкція P-39 мала недолік. У ньому був встановлений одноступінчастий одношвидкісний суперчарджер (компресор Рутса), що нагнітав стиснене повітря в циліндри двигуна внутрішнього згоряння, але не мав ефективного турбонагнітача, хоча такий встановлювався у прототипах. Через це літак був не придатним для боїв на великій висоті. Королівські ВПС відмовились від використання літака над Західною Європою, проте він був прийнятий у склад ВПС СРСР, де більшість повітряних боїв відбулися на середніх і низьких висотах. На P-39 літали такі результативні аси, як Олександр Покришкін, Амет-Хан Султан і Григорій Речкалов.
Разом із модифікацією P-63 Kingcobra (укр. Королівська кобра), P-39 був одним з найуспішніших літальних апаратів виготовлених Bell і один з найрезультативніших винищувачів радянських ВПС за роки другої світової війни.

## Дизайн та розробка

### Циркулярна пропозиція X-609
У лютому 1937 року лейтенант Бенджамін С. Келсі, керівник проекту винищувачів при корпусі повітряних сил армії Сполучених Штатів (USAAC) та Капітан Гордон П. Савілл, інструктор з тактики у Тактичній школі повітряного корпусу (Air Corps Tactical School), опублікували у Циркулярній пропозиції X-609 специфікації нового винищувача. Це був запит на одномоторний висотний «перехоплювач», який мав «тактичне завдання перехоплювати та атакувати ворожих літаки на великій висоті». Незважаючи на те, що він був названий перехоплювачем, роллю запропонованого літака було просто продовження традиційної ролі переслідування з використанням важчого і потужнішого літака на великій висоті. Технічні вимоги передбачали принаймні наявність 1000 фунтів (453 кг) важкого озброєння, включаючи гармату, двигун Allison з рідинним охолодженням та турбонагнітачем General Electric, триколісним шасі, швидкістю руху на висоті щонайменше 360 миль/год (580 км/год), а також підйомом на висоту до 20000 футів (6 100 м) протягом 6 хвилин. Це був найвимогливіший набір специфікацій для винищувача, який USAAC представив на цю дату. Незважаючи на те, що конструкторські роботи поведені Bell раніше вилились у незвичайну модель Bell YFM-1 Airacuda, пропозиція нової Моделі 12 (Model 12) прийняла не менш оригінальну конфігурацію з двигуном Allison V-12, встановленим у середині фюзеляжу, просто позаду кабіни, та з пропелером котрий обертався за допомогою валу, що проходив під підлогою кабіни пілота.

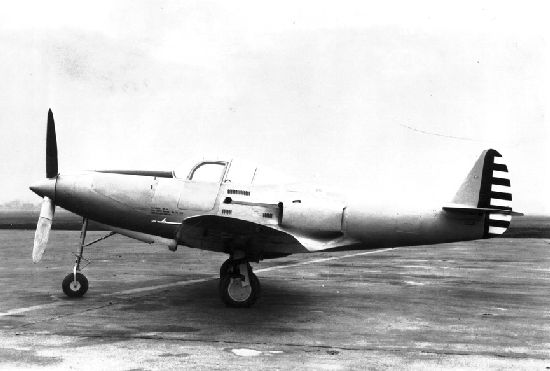
Bell XP-39 вигляд розташування нагнітача повітря.

Основною метою цієї конфігурації було звільнення місця для важкого основного озброєння, 37-мм (1,46-дюймової) гармати Oldsmobile T9, яка проходила через центр гвинтового вузла для оптимальної точності та стабільності під час стрільби. Це сталося тому, що Г. М. Пойєр, дизайнер керівника проекту Роберта Вудса, був вражений силою цієї зброї та прагнув до її встановлення у літаку. Це було незвично, оскільки конструкція винищувача раніше керувалась двигуном, а не системою зброї навіть пори те, що гармата Oldsmobile T9 руйнувалась в процесі роботи та мала дуже обмежену кількість боєприпасів, низьку скорострільність та була схильна до заклинювання.
Додаткова перевага розташування двигуна посередині полягала в тому, що він створив гладкий і обтічний профіль носа. Завдяки такому розташуванню було досягнуто конфігурацію носу фюзеляжу наче він «високошвидкісна куля». Вхід у кабіну відбувався через бічні двері (встановлені з обох боків кабіни пілота), а не за допомогою ковзаючого купола. Незвичайне місце розташування двигуна та довгий ведучий вал спочатку викликали деяке занепокоєння пілотів, але досвід показав, що у цьому розташуванні двигуна було стільки ж небезпеки при посадці в аварії, ніж із двигуном, розташованим спереду кабіни. Тим більше, що проблем з відмовою валу гвинта не було.

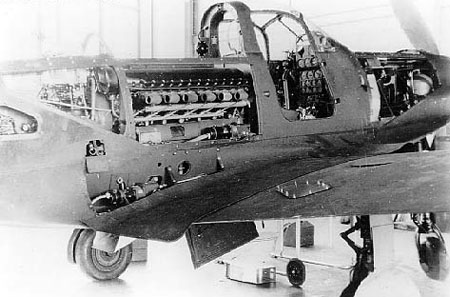
Центральна деталь фюзеляжу Bell P-39 Airacobra з відкритими панелями обслуговування.

### Подальший розвиток XP-39
XP-39 здійснив свій перший політ 6 квітня 1938 року на Wright Field, штат Огайо, досягнувши швидкості у 390 миль/год (630 км/год) на висоті 20 000 футів (6 100 м), при чому досягнув цієї висоти лише за п'ять хвилин. Тим не менш, XP-39, як виявилося, недостатньо продуктивним на висоті. Тестові польоти показали, що максимальна швидкість на висоті 20 000 футів менша, ніж 400 миль/год, як було заявлені в початковій пропозиції.
Як було спочатку вказано Келсі та Савіллем, XP-39 мав двигун із нагнітачем, щоб збільшити його потужність на висоті. Bell охолоджував турбонагнітач за допомогою повітрезабірника на лівому боці фюзеляжу. Келсі хотів супроводжувати подальшу розробку XP-39 пройшовши всі його ранні технічні проблеми, але Келсі було направлено до Англії а сам проект XP-39 був переданий іншим. В червні 1939 року прототип було направлено генералом Генріхом Арнольдом, на його аналіз в аеродинамічних каналах NACA, щоб знайти способи збільшення його швидкості та зменшення аеродинамічного опору. Випробування були проведені, і інженери Bell дотримались рекомендацій NACA і армії, щоб зменшити аеродинамічний опір таким чином, щоб максимальна швидкість була збільшена на 16 %. NACA написала: «Необхідно вкласти нагнітач всередині літака з ефективною системою каналів достатньою для належного охолодження ротора а також виведення охолоджувального повітря та вихлопних газів». Однак у «дуже щільно спланованому» XP-39 не залишилось достатньо внутрішнього простору для турбонаддуву. За допомогою схематичного нарощування аеродинамічного опору, було знайдено ряд потенційних областей для його зменшення. NACA дійшов висновку, що максимальна швидкість у 429 миль/год здатна бути реалізована з аеродинамічними поліпшеннями, що могли бути досягнуті двигуном Allison V-1710 лише з одноступінчастим, одношвидкісним нагнітачем.
На зустрічі з USAAC і NACA в серпні 1939 року Ларрі Белл запропонував налаштувати виробничий літак P-39 без нагнітача. Деякі історики сумніваються стосовно справжньої мотивації Белла при переналаштуванні літака. Найімовірніше фабрика Белла не мала активної виробничої програми, і він відчайдушно потребував грошей. Інші історики зазначають, що проведені тести у аеродинамічній трубі переконали розробників у тому, що установка турбонагнітача була настільки аеродинамічно захаращена, що це мало більше недоліків, ніж переваг.
Армія замовила 12 YP-39 (з одноступінчастим одношвидкісним нагнітачем) для оцінки обслуговування та одного YP-39A. Після закінчення цих випробувань відбулися деякі конструктивні зміни, включаючи видалення зовнішнього радіатора, також за рекомендацією NACA, прототип був змінений як XP-39B; після демонстрації поліпшення роботи, 13 YP-39 були доопрацьовані до цього стандарту, та було додано два 0,30 дюймових (7,62 мм) кулемети до двох вже наявних кулеметів калібром 0,5 дюйми (12,7 мм). Через відсутність броні або самозаклеюваних паливних баків, прототип був на одну тонну (900 кг) легше, ніж винищувачі що вироблялись.
На P-39, що були поставлені на виробництво залишили одноступінчастий одношвидкісний нагнітач (суперчарджер) з можливістю роботи на висоті (з досягненням якої потужність двигуна падала) близько 12 000 футів (3660 м). У результаті літак був простим для виробництва та обслуговування. Проте саме вилучення турбіни звело нанівець будь-який шанс того, що P-39 може використовуватись як фронтовий винищувач на середніх висотах. Коли недоліки були помічені в 1940 і 1941 роках, відсутність нагнітача зробило поліпшення продуктивності Аерокобри практично неможливим. Зняття нагнітача та отвору для подачі повітря вирішило проблеми з аеродинамічним опором, але зменшило загальну потужність. У наступні роки Келсі висловив жаль у зв'язку із тим що він був відсутнім на момент прийняття рішення про вилучення нагнітача, можливо у той момент йому б вдалось переконати інших в його помилковості. Після завершення сервісних випробувань, винищувач спочатку був названий як P-45, і перше замовлення на 80 літаків було розміщено 10 серпня 1939 року., згодом старе позначення повернулося до P-39C ще до початку постачання. Оцінивши умови повітряного бою в Європі, було очевидно, що без бронювання або самозаклеюваних паливних баків, 20 виготовлених P-39C не підходили для оперативного використання. Решта 60 машин у замовленні були побудовані як P-39D з бронею, самозаклеюваними паливними баками та розширеним переліком озброєння. Ці P-39D були першими Аерокобрами введеними в експлуатацію підрозділами повітряного корпусу Армії США і першими, хто буде задіяним у бойових діях.

### Технічні деталі
P-39 був повністю металевим винищувачем із низько розташованим крилом, з триколісним шасі, оснащений одним двигуном V-12 Allison V-1710 із рідким охолодженням, встановленим у центральному фюзеляжі безпосередньо за кабіною пілота.

Bell P-39D

Аерокобра був одним з перших винищувачів, які задумувались як «бойова система»; в цьому випадку літак (відомий спочатку як Bell Model 4) був розроблений, щоб стати платформою для 37-мм гармати T9. Ця зброя, розроблена American Armament Corporation в 1934 році, підрозділом Oldsmobile, вистрілювала 1,3 фунтові (610 г) бронебійні снаряди здатні пробивати 0.8 дюймову (2 см) броню на відстані 500 ярдів (450 м). 90 дюймова (230 см), двохсот фунтова (91 кг) зброя мала жорстко кріпитись у корпусі і вести вогонь паралельно осьовій лінії нового винищувача. Було б неможливо встановити таку зброю в фюзеляжі, що стріляла б через блоки циліндрів V-подібного двигуна та втулку гвинта, як це можна було зробити з меншою 20-мм гарматою. Міркування щодо ваги, балансу та видимості означало, що кабіна пілота не могла бути розміщена далеко у фюзеляжі, позаду двигуна та гармати. Було прийнято рішення встановити гармату в носовій частині фюзеляжу а двигун в центральній частині фюзеляжу, безпосередньо за сидінням пілота. Тягнучий гвинт обертався за допомогою валу довжиною 10 футів (3,0 м). Вал складався із двох секцій із самовирівнюваним підшипником для пристосування до деформацій фюзеляжу під час виконання складних маневрів. Цей вал проходив через тунель у підлозі кабіни і був підключений до коробки передач у носі фюзеляжу, яка, в свою чергу, обертала гвинт із трьома або, пізніше, чотирма лопатками через короткий центральний вал. Коробка передач забезпечувалася власною системою змащення, що була незалежною від двигуна. У більш пізніх версіях Аерокобри коробка передач була забезпечена бронезахистом. Радіатор охолоджуваний етиленгліколем був встановлений у центральній секції кріплення крил, безпосередньо під двигуном. До нього з обох боків прилягав барабаноподібний масляний радіатор. Повітря для радіатора та масляного охолоджувача пропускалось через впускні отвори у коренях крила обох крил і направлялось через чотири повітроводи до поверхонь радіатора. Потім повітря виходило через три керовані закрилки поблизу задньої крайки крила. Повітря для карбюратора втягувалось через піднятий овальний повітрезабірник розташований позаду ліхтаря кабіни.
Конструкція фюзеляжу була незвичайною і інноваційною, вона ґрунтувалась на центральному кілі, який об'єднував собою озброєння, кабіну, і двигун. Основу структури склали дві міцних фюзеляжні балки до лівого та правого борту. Вони вигнуті так, щоб створити точки для кріплення гармати T9, редуктора коробки передач гвинта, а також для двигуна та обладнання відповідно. Міцна аркова перегородка забезпечила основне місце для прикріплення головного лонжерона крила. До арки кріпилась вогнетривка панель і броньована пластина між двигуном і кабіною. Вона також включила пілон і панель із куленепробивного скла за головою пілота. Арка також утворювала основу навісу кабіни; сидіння пілота кріпилось до передньої поверхні, як і підлога кабіни. Попереду кабіни пілота фюзеляжний ніс утворювався із великих знімних панелей. Довга ніша шасі була включена в нижню частину носа. Двигун та обладнання були прикріплені до задньої частини арки та основних балок; вони також були закриті за допомогою великих знімних панелей. Звичайний напівмонококовий задній фюзеляж був прикріплений до основної конструкції.

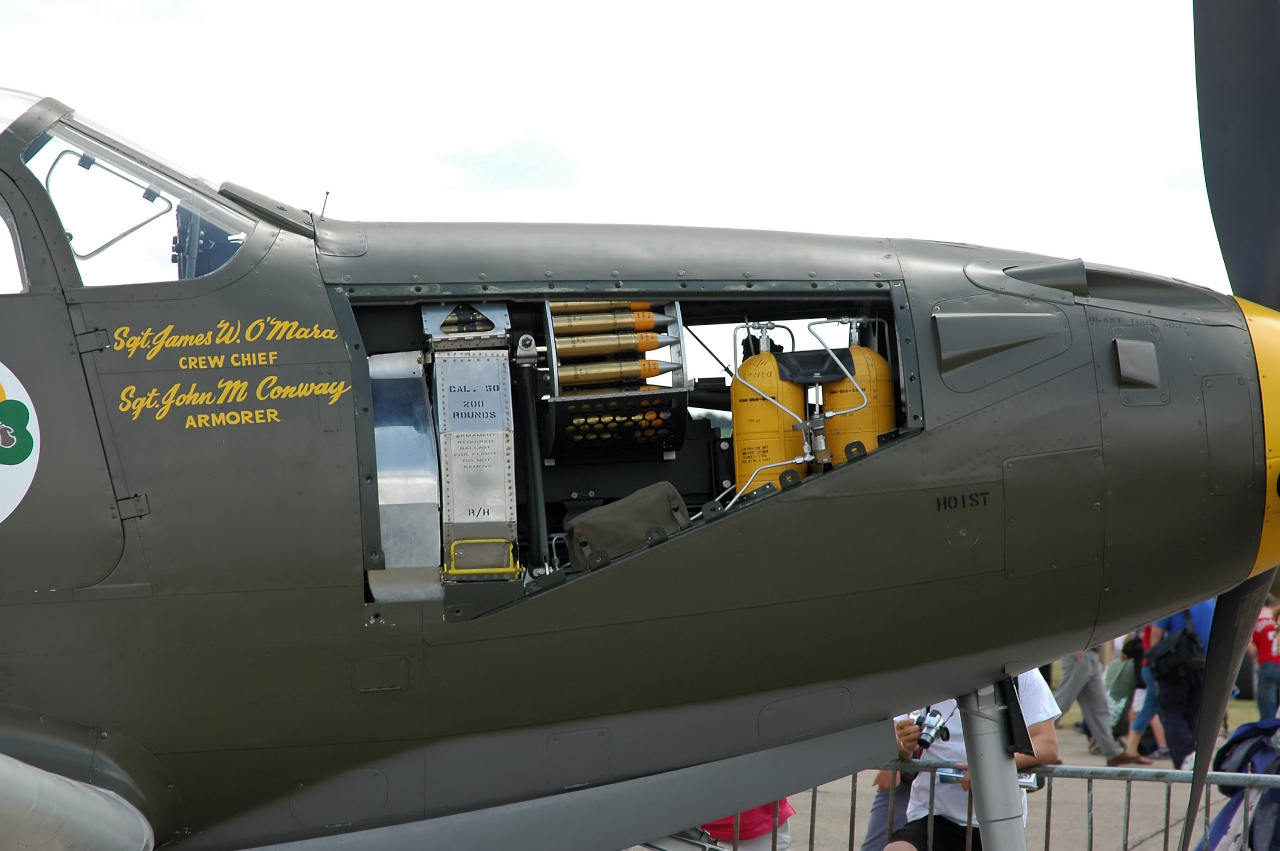
Відсік з озброєнням P-39.

Оскільки пілот знаходився над подовжувальним валом, він розміщувався у фюзеляжі вище, ніж у більшості тодішніх винищувачів, що, у свою чергу, давало пілотові хороше поле зору. Доступ до кабіни пілота здійснювався завдяки боковим відкриттям дверей «як у автомобіля», які були розташовувані по одному з кожного боку. Обидва вікна опускались. Оскільки тільки праві двері мали ручку як всередині, так і ззовні, тому вони використовувалася як звичайний засіб доступу в кабіну та виходу з нього. Ліві двері можна було відкрити лише зовні і використовувалися для екстреної евакуації, хоча обоє дверей можна було екстрено скинути. Під час експлуатації, через встановлення жорсткого даху, конструкція кабіни літака ускладнила евакуацію у надзвичайній ситуації.
Повне озброєння складалося з гармати T9 та з пари кулеметів Browning M2 .50 калібру (12,7 мм), встановлених у носі літака. Потім озброєння було змінено на два .50 дюймові (12,7 мм) і два .30 дюймові (7,62 мм) гармати в XP-39B (P-39C, модель 13, перші 20 доставлені) і два .50 дюймові (12,7 мм) і чотири .30 в (7,62 мм) кулемети, всі чотири у крилах в P-39D (модель 15), які також мали самогерметизуючі баки, а також кріплення (і відповідні трубки) для встановлення 500 фунтової (227 кг) бомби або паливних баків.
Через нестандартне схему літака у фюзеляжі не було місця для розміщення паливного бака. Хоча паливні баки були впроваджені, щоб розширити дальність польоту, паливо знаходилось у крилах, у результаті чого Р-39 був обмежений у  завдаванія тактичних ударів лише малої дальності.
Потужний каркас, а також близько 265 фунтів (120 кг) броні були характерними для цього літака також. Виробництво P-39 у важкій вазі в поєднанні із двигуном Allison з одноступінчастим, одношвидкісним нагнітачем обмежувало можливості літака на великій висоті. Висота польоту P-39 помітно поступалася тогочасним європейським винищувачам, в результаті чого перші бойові частини Повітряних сил армії США на європейському театрі були оснащені Spitfire V. Проте швидкість здійснення крену у P-39D на швидкості у 235 миль/год (378 км/год) становила 75 °/сек — а це краще ніж у Mitsubishi A6M Zero, Grumman F4F Wildcat, Grumman F6F Hellcat, Lockheed P-38 Lightning, аж до 265 миль/год (426 км/год) (див. діаграму NACA).

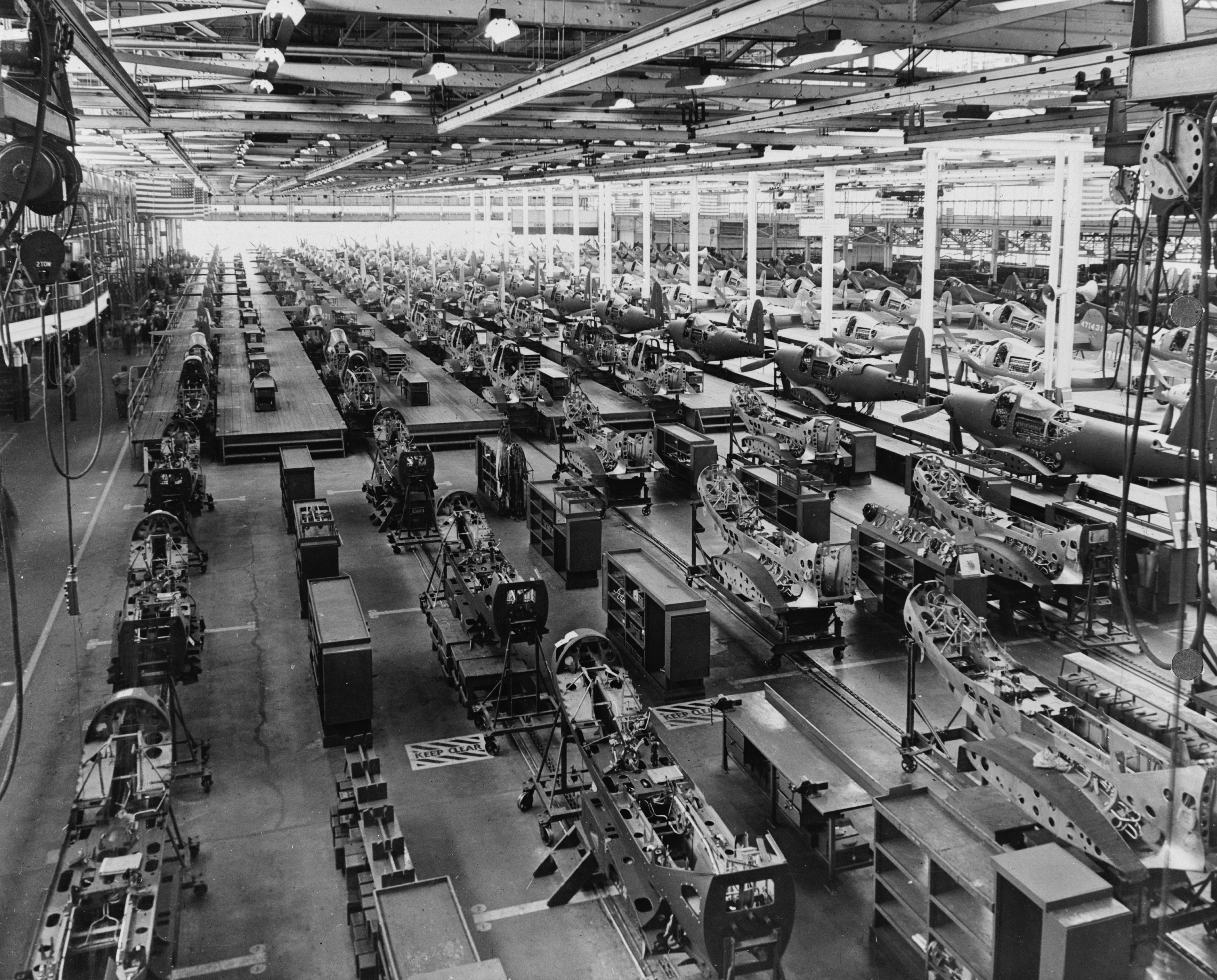
Складальна лінія заводу Bell Aircraft у Буффало, штат Нью-Йорк, в 1940-х роках, що виготовляв P-39.

Після досягнення критичної висоти для нагнітача, що становить близько 12 000 футів (3 658 м), продуктивність ранніх моделей P-39 швидко падала. Це обмежило його корисність у традиційних місіях для винищувачів як в Європі, так і в Тихому океані, де японські бомбардувальники часто атакувати на висоті, що перевищувала «робочу стелю» P-39 (в тропічному гарячому повітрі робоча висота була нижчою ніж у помірній кліматичній зоні). Вже аж пізні моделі N і Q, 75 % всіх Аерокобр, могли підтримувати максимальну швидкість приблизно 375 миль/год (604 км/год) на висоті до 20 000 футів (6100 м).
Розподіл ваги Р-39 був можливою причиною його схильності вступати в небезпечний штопор. Це характеристика яку радянські пілоти-випробувачі змогли продемонструвати скептичному виробнику, який не зміг відтворити цей ефект. Після значних випробувань було визначено, що штопор може бути викликаний тільки в тому випадку, якщо літак буде неправильно завантажений, тобто без будь-яких боєприпасів в передньому відсіку. Інструкція з льотної експлуатації наголошувала на необхідності урівноваження переднього відсіку із боєприпасами та відповідної маси самого корпусу, щоб можна було досягти розумного центру тяжіння. Високошвидкісне управління було легким тому були можливі високошвидкісні повороти та виходи з піке. P-39 потрібно було утримувати в піке через те, що він мав тенденцію вирівнюватися, що нагадувало Spitfire. Рекомендована межа перевищення швидкості піке для P-39, не повинна була перевищувати 475 миль/год (764 км/год).
Незабаром, після вступу на службу, пілоти почали повідомляти про те, що при виконанні Р-39 певних маневрів, він починає раптово падати. Більшість з цих подій відбулося після того, як літак опинявся в положенні із високо піднятим носом при застосуванні великої потужності. Занепокоєний, Белл ініціював програму тестування. Пілоти Белла зробили 86 окремих спроб, щоб відтворити ці перекидання. В жодному випадку їм не вдалось перекинути літак. У своїй автобіографії ветеран, пілот-випробувач, Роберт Андерсон «Боб» Гувер, вів рахунок перекидань P-39. Він стверджує, що раніше виконував Lomcovak, нині звичайний маневр на авіашоу, який він також був в змозі зробити в Curtiss P-40 Warhawk. Неофіційне вивчення характеристик обертання P-39 було проведено в 20-футовому тунелі вільного обертання у Центрі досліджень Ленглі НАСА протягом 1970-х років. Вивчення старих звітів показало, що під час ранніх випробувань обертання літака на об'єкті НАСА, літак ніколи не перевертався. Проте було зазначено, що всі випробування проводились з симулюванням повного завантаження літака боєприпасами, які посував центр тяжіння літака вперед. Знайшовши оригінальну модель випробувань обертання P-39 на зберіганні, нове дослідження спочатку відтворило попереднє тестування, з послідовними результатами. Потім модель була перебалансована для імітації стану навантаження без боєприпасів, який перемістив центр тяжіння літака на корму. За цих умов було встановлено, що модель часто переверталась, коли її кидали у тунель.
Двигун встановлений позаду кабіни зменшував імовірність бути пошкодженим атакуючи наземні цілі, але був уразливим до атак згори та ззаду. Коли Аерокобра досягала своєї верхньої межі висоти, її легко перевершували багато ворожих літаків.

### Обслуговування і версії

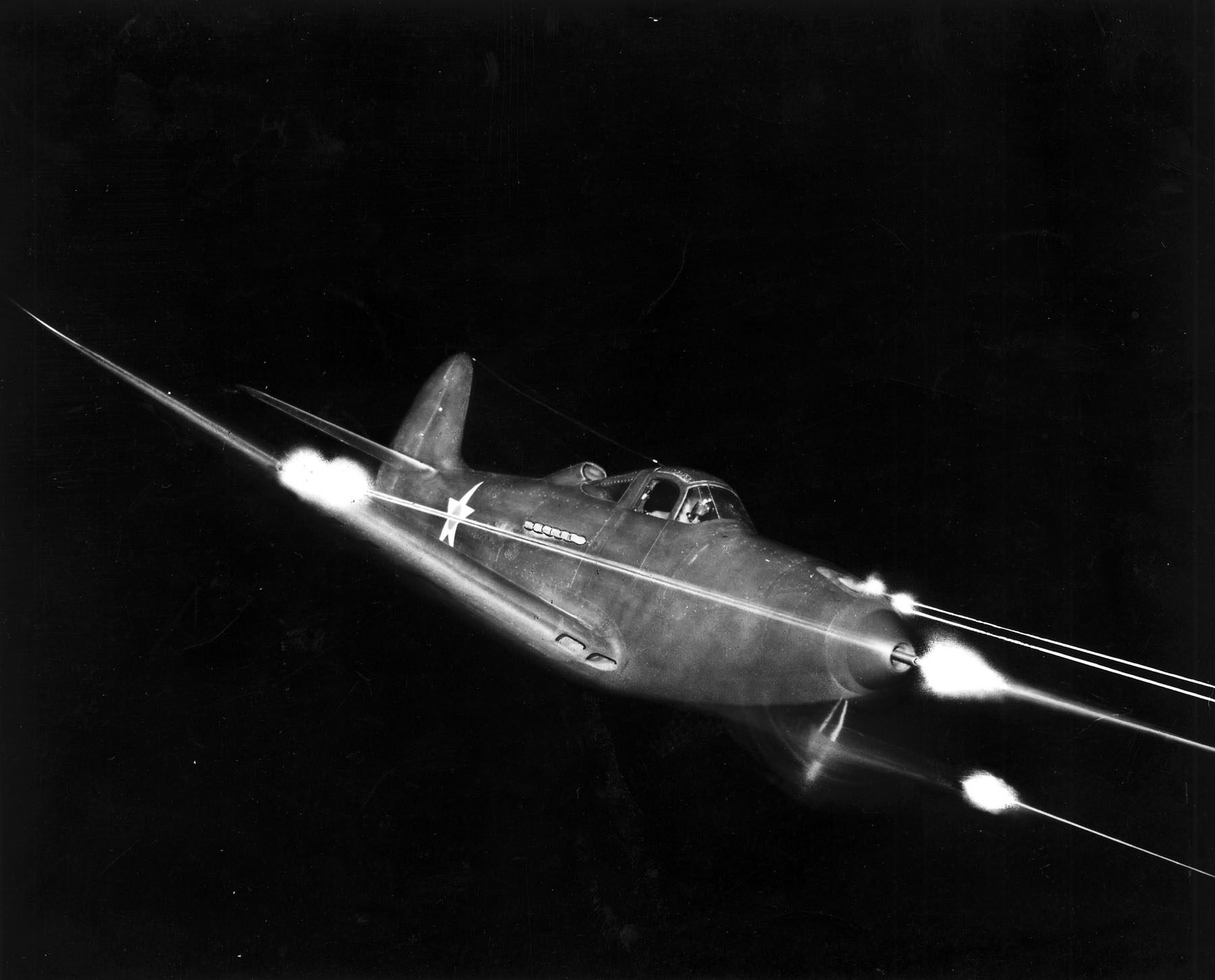
Bell P-39 Airacobra здійснює стрільбу з усього озброєння в нічний час

У вересні 1940 року Британія замовила 386 екземплярів P-39D (модель 14), з 20 мм (0,79 дюймовою) автоматичною гарматою Hispano-Suiza HS.404 і шістьма 7,7 мм (.303) кулеметами, замість 37 мм (1.46 дюймової) гармати і шести 0,30 дюймових (7,62 мм) кулеметів. Зрештою, Королівські повітряні сили Великої Британії загалом замовили 675 P-39. Проте після того, як перші Аерокобри прибули до складу 601 ескадрильї Королівських повітряних сил Великої Британії у вересні 1941 року, вони одразу були визнані такими, що мають неадекватну швидкість підйому і потужність на висоті у західноєвропейських умовах. Тільки 80 машин були прийняті, всі вони знаходились у складі 601 ескадрильї. Велика Британія передала Радянському Союзу близько 200 літаків P-39.
Ще 200 літаків, призначених для ВПС Великої Британії були відібрані Повітряними силами армії США після нападу на Перл-Харбор, як P-400, і були відправлені в П'яту повітряну армію США, що знаходилась в Австралії для служби на Південно-західному Тихоокеанському театрі бойових дій.
До моменту атаки на Перл-Харбор було збудовано близько 600 P-39. Коли в серпні 1944 року закінчилося виробництво Р-39, Белл побудував 9 558 машин, з яких 4773 (переважно -39N та -39Q) були відправлені до СРСР через програму «Ленд-ліз». Були численні незначні зміни в двигуні, пропелері і озброєнні, але ніяких значних структурних змін у вироблених типах літаків, за винятком декількох двомісних тренувальних TP-39F та RP-39Q. Крім того, сім пішли в ВМС США в якості радіокерованих безпілотних літальних апаратів.
Випробування крила з симетричним профілем (в XP-39E) та двигуном від Continental IV-1430 (P-76) не мали успіху. Концепція двигуна посередині фюзеляжу та гармати, що проходила через центр гвинтового вузла була розвинута далі в Bell P-63 Kingcobra.
Версія для флоту із шасі у хвості літака Bell XFL Airabonita, замовлялась в якості конкурента Vought F4U Corsair і Grumman XF5F Skyrocket. Bell XFL Airabonita вперше здійснив політ 13 травня 1940 року, але після проблематичного та тривалого періоду розробки і випробувань він був відхилений.

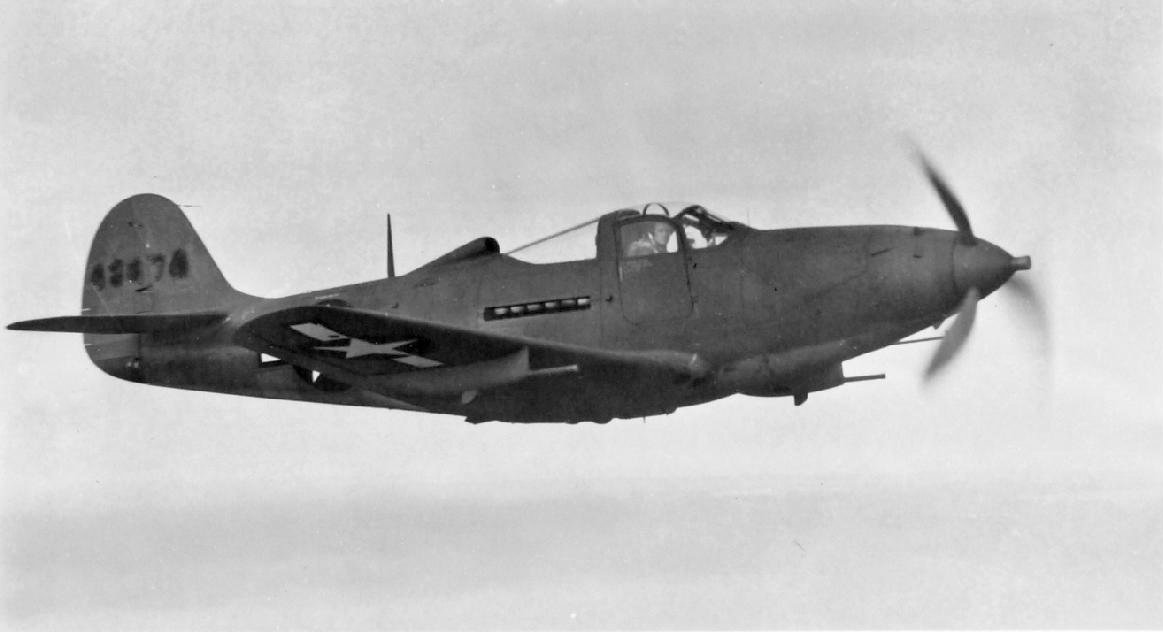
Bell P-39Q

## Історія експлуатації
Airacobra побачила бій в усьому світі, особливо в південно-західній частині Тихого океану, Середземномор'ї та радянському театрах бойових дій. Оскільки двигун літака був обладнаний лише одноступінчастим одношвидкісним нагнітачем, P-39 втрачав потужність над висотою у 17000 футів (5200 м). Як в Західній Європі так і в тихоокеанському регіоні, Airacobra як винищувач-перехоплювач залишався далеко позаду тому його поступово почали використовувати для виконання інших функцій. Він часто використовувався на більш низькій висоті як штурмовик.

### Об'єднане Королівство
У 1940 році Британська Комісія з прямих закупівель шукала бойові літаки у США, тому вони замовили 675 одиниць експортної версії Bell Model 14 як «Caribou» на підставі представлення компанії 13 квітня 1940 року. Британське озброєння складалося з двох встановлених у носовій частині 0.50 дюймових (12,7 мм) кулеметів та чотирьох 0.303 дюймових (7.7 мм) кулеметів Браунінга розташованих у крилах. 37-мм гармата T9 була замінена 20 мм (.79 дюймовою) автоматичною гарматою Hispano-Suiza HS.404.
Британські очікування були визначені показниками ефективності, встановленими неозброєним і неброньованим прототипом XP-39. Британський контракт на виробництво визначав вимогу, що на номінальній висоті максимальна швидкість мала бути в межах 394 миль/год (634 км/год) +/- 4 %. На приймальних випробуваннях літак, що мав поступати на виробництво виявився здатним лише досягати 371 миль/год на висоті у14 090 футів. Для того щоб літак міг досягати гарантованої швидкості Bell здійснив кілька модифікацій зменшення тяги. Відповідно розмах руля висоти та стерна були зменшені на 14,2 % та 25,2 %. Модифіковані обтікачі були встановлені в області хвоста. Скло ліхтаря кабіни було прикріплено до рами за допомогою клейкої замазки. Були помічено, що двері доступу до озброєння на крилі деформовувались в польоті тому вони були замінені товстішим алюмінієвим листом. Подібним чином, двері шасі прогиналися аж до двох дюймів при максимальній швидкості, тому було встановлено міцніше зчеплення, щоб двері трималися прямо. Вихід охолоджуючого повітря від масляного радіатора та радіаторів охолодження двигуна було зменшено до такої межі, щоб його швидкість відповідала швидкості виходу місцевого потоку повітря. Нові вихлопні трубки відхилялися так щоб існувала відповідність швидкостей між потоком вихлопних газів та місцевим потоку повітря, та з такими випускними отворами, які б дозволяли збільшити тягу відпрацьованих газів. Набули обтічної форми отвори кулеметів та вихлопні трубки, антена була знята, був встановлений цільний обтічник двигуна.

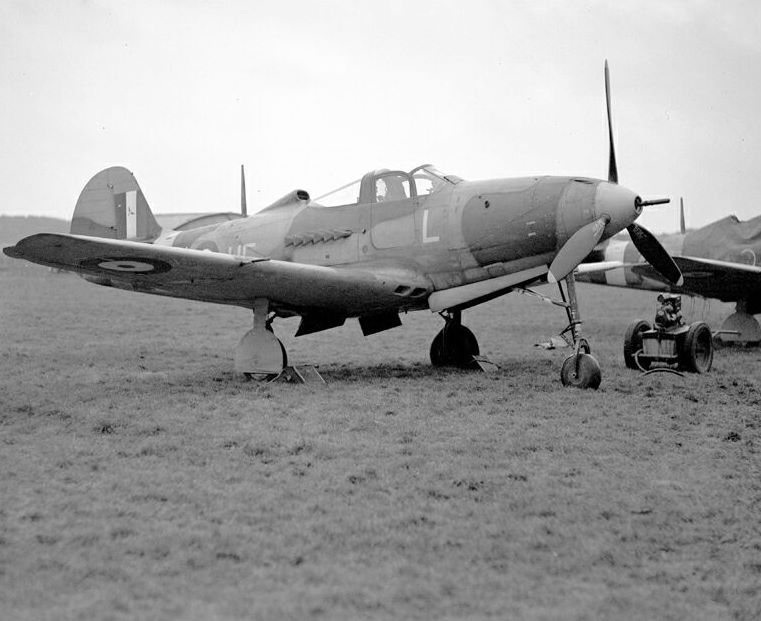
Airacobra I AH589 L 601 ескадрильї. Чітко видно довгоствольну 20 мм автоматичну гармату Hispano-Suiza HS.404 та 0.303 дюймові кулемети Браунінга розташовані в крилах.

Планер літального апарата був пофарбований у 20 шарів ґрунтівки зі значним шліфуванням між шарами. Стандартний камуфляж був нанесений і шліфований так щоб прибрати краї між кольорами. Крім того, було прибрано близько 200 фунтів (91 кг) ваги, що робило його легшим (7 466 фунтів всього). Після цих модифікацій другий вироблений літак (серійний номер AH 571) на льотних випробуваннях вже досягав швидкості у 391 миль/год (629 км/год) на висоті у 14 400 футів (4400 м). Оскільки ця швидкість була в межах 1 % визначених вимог, літак був оголошений таким, що задовольняє договірні зобов'язання. Незважаючи на успіх цих модифікацій, жодна з них не була застосована до інших вироблених P-39. Пізніше випробування Британською експериментальною установою з питань літаків та озброєння (A&AEE) стандартного P-400 встановила максимальну швидкість лише 359 миль/год (578 км/год).
Британські експортні моделі були перейменовані в «Airacobra» в 1941 році. Ще 150 були визначені для постачання по ленд-лізу в 1941 році, але вони не були поставлені. Королівські ВПС взяли доставку в середині 1941 року і виявили, що потужність вироблених без турбонаддува літаків різко відрізняється від того, що вони очікували. У деяких районах Airacobra поступався таким існуючим літакам як Hawker Hurricane і Supermarine Spitfire а його потужність на висоті сильно страждала. Тести Королівської авіаційної установи на Боксомб Даун показали, що Airacobra досяг 355 миль/год (571 км/год) на висоті у 13000 футів (3962 м). Компонування кабіни було піддано критиці, і було зазначено, що пілот матиме труднощі при рятуванні в надзвичайних ситуаціях, тому що дах кабіни не можливо скинути. Відсутність чіткого оглядової панелі на збірці вітрового скла означав, що у випадку сильного дощу огляд для пілота попереду буде повністю неможливим, також записи льотчика повідомляють, що в цьому разі дверні вікна повинні бути знижені, а швидкість зменшена до 150 миль/год (241 км/год). З іншого боку, він був визнаний ефективним для роботи як винищувач на малій висоті та для атак на наземні цілі. Проблеми з придушенням спалахів гармати та вихлопних газів а також із компасом можуть бути виправлені.
601 ескадрилья Королівських повітряних сил Великої Британії була єдиним британським підрозділом, який оперативно використовував P-39, отримавши свої перші два літаки 6 серпня 1941 року. 9 жовтня чотири Аерокобри напали на ворожі баржі поблизу Дюнкерка, це були єдині оперативні дії у складі Королівських повітряних сил. Ескадрилья продовжувала тренуватися з P-39 протягом зими, але комбінація поганої експлуатаційної надійності та глибокої недовіри до цього незнайомого для персоналу винищувача призвела до того, що Королівські повітряні сили відмовився від такого літака після однієї бойової місії. У березні 1942 року підрозділ переоснастили Спітфаєрами.
Аерокобри, що вже були у Великій Британії разом із залишками першої партії побудованої у США, були відправлені до Радянських військово-повітряних сил. Єдиним винятком був AH574, який був переданий Королівському флоту і використовувався для експериментальної роботи, в тому числі першу посадку на авіаносець HMS Pretoria Castle на літаку із триколісним шасі, що відбулась 4 квітня 1945 року. У березні 1946 року його було знято із служби за рекомендацією тест-пілота, який прибув із Bell.

### Повітряні сили армії Сполучених Штатів

#### Тихий океан

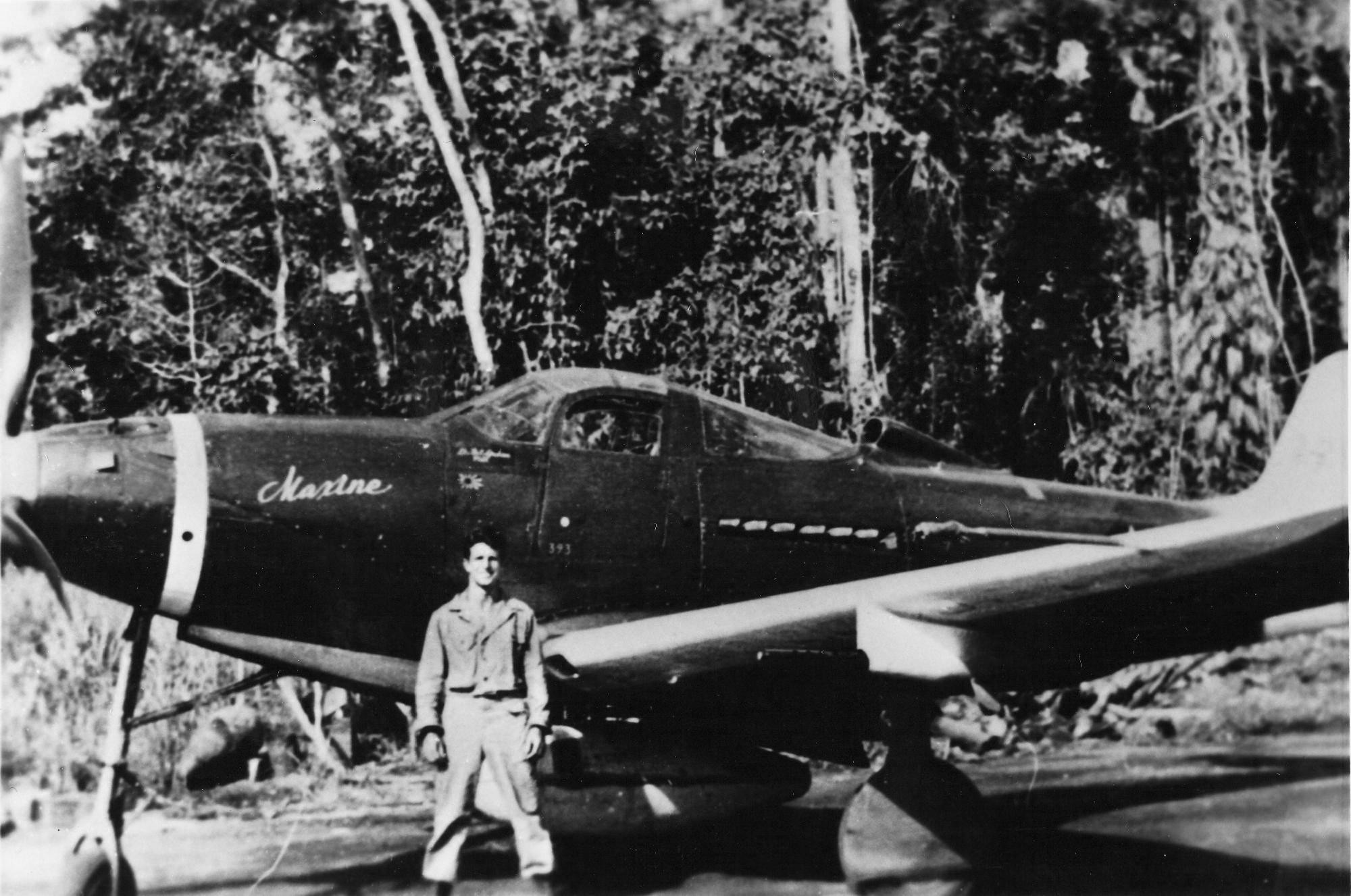
72-та тактична розвідувальна група на P-39, 1942 рік

США реквізували 200 літаків, що були вироблені для Великої Британії, прийнявши їх як P-400 (названий так через обіцяну максимальну швидкість 400 миль/год (644 км/год)). Після нападу на Перл-Гарбор P-400 був відправлений у навчальні підрозділи, але деякі «побачили» бойові дії в південно-західній частині Тихого океану, у тому числі з кактусовими повітряними силами в битві при Гуадалканалі. Хоча японські винищувачі перевершували P-400, він добре зарекомендував себе при виконанні бомбардувань і знищення наземних об'єктів японських сил, що намагались повернути собі Поля Гендерсона. Зброя, врятовані з P-39 іноді встановлювалась на патрульні торпедні катери, щоб збільшити вогневу міць. Пілоти на тихоокеанському театрі бойових дій часто скаржилися на проблеми нестачі потужності та ненадійності озброєння, а до кінця 1942 року підрозділи P-39 П'ятої повітряної армії США заявили про знищення близько 80 японських літаків з такою ж кількістю втрачених P-39. П'ята і Тринадцята повітряної армії США P-39 не здобули більше повітряних перемог на Соломонових островах через обмежу дальність та низька потужність на великій висоті. Аерокобра першими зіткнулись із японськими Зеро 30 квітня 1942 поблизу Лае, Нова Гвінея. З травня по серпень 1942 року над Нової Гвінеєю боротьба між Айракобрами і Зеро відбувалася регулярно. Збір бойових звітів показав, що Зеро був рівний або близький до P-39 у швидкості на висотах із сутичками низького рівня активності.
З вересня по листопад 1942 року пілоти 57-ї винищувальної ескадрильї літали з P-39 та P-38 з аеродрому, побудованого на розчищеній бульдозерами землі в Кулукській затоці на пустельному острові Адак на Алеутських островах Аляски. Вони атакували японські війська, які вторглися в Атту і острови Кіска на Алеутських островах у червні 1942 року. Фактором, який забрав більшість життів, були не японці, а погода. Низькі хмари, важкий туман, проливний дощ, сніг і сильний вітер зробив польоти небезпечними а життя жалюгідним.
57-а винищувальна ескадрилья залишалась на Алясці до листопада 1942 року, потім повернувся до Сполучених Штатів.

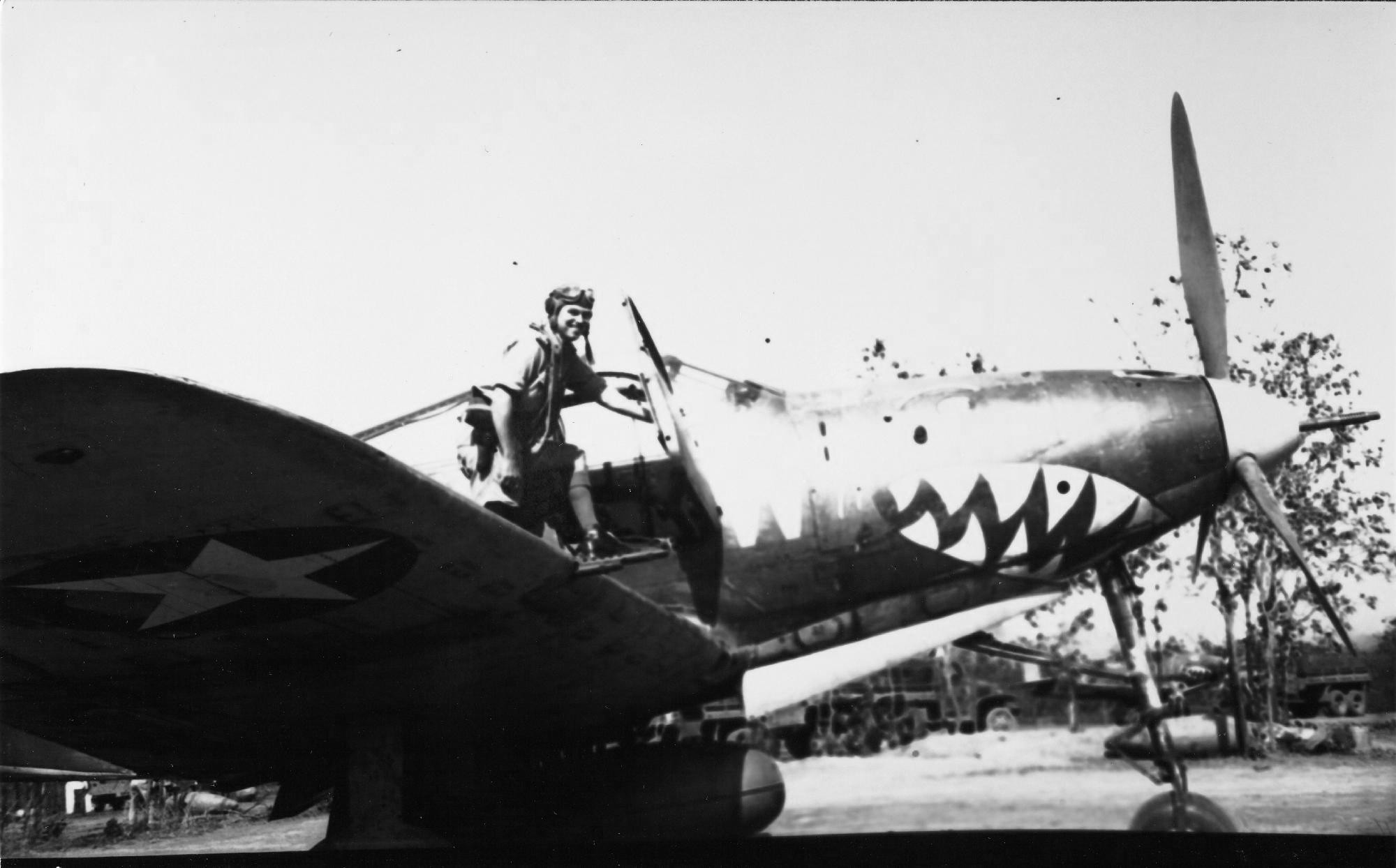
P-400 Повітряних сил армії США, 80-а винищувальна ескадрилья «Мисливців за головами», 8-а винищувальна група

Лейтенант Білл Фідлер став асом на P-39 в той час як набагато пізніше американські аси здобули одну чи дві свої перемоги на тому ж літаку. Потужність Аерокобр на малій висотні була хороша, і їхня вогнева міць вражала. Але незабаром на Тихоокеанському театрі бойових дій з'явися жарт, що P-400 був як P-40 із Зеро на своєму хвості.

#### Середземномор'я
У Північній Африці, на 99-а винищувальна ескадрилья (також відома як авіатори Таскігі) швидко перейшли з P-40 і отримали P-39 у лютому 1944 року, але літали на цьому літаку тільки протягом декількох тижнів. 99-а винищувальна ескадрилья виконувала свої обов'язки на Айракобрах, включаючи підтримку операції «Шінгл» над Анціо так і місії над Неаполітанською затокою, але змогли досягти лише декілька повітряних перемог.
81-а і 350-а винищувальні групи використовували P-39, як повітряний патруль для морських транспортних операцій з Північної Африки і через Італію. 81-а винищувальна група переведена в Китай Бірму та Індію в березні 1944 року, а 350-а винищувальні група у серпні 1944 року почала переходити на P-47D, залишившись у Італії з 12-ю повітряною армією.

### Радянський союз

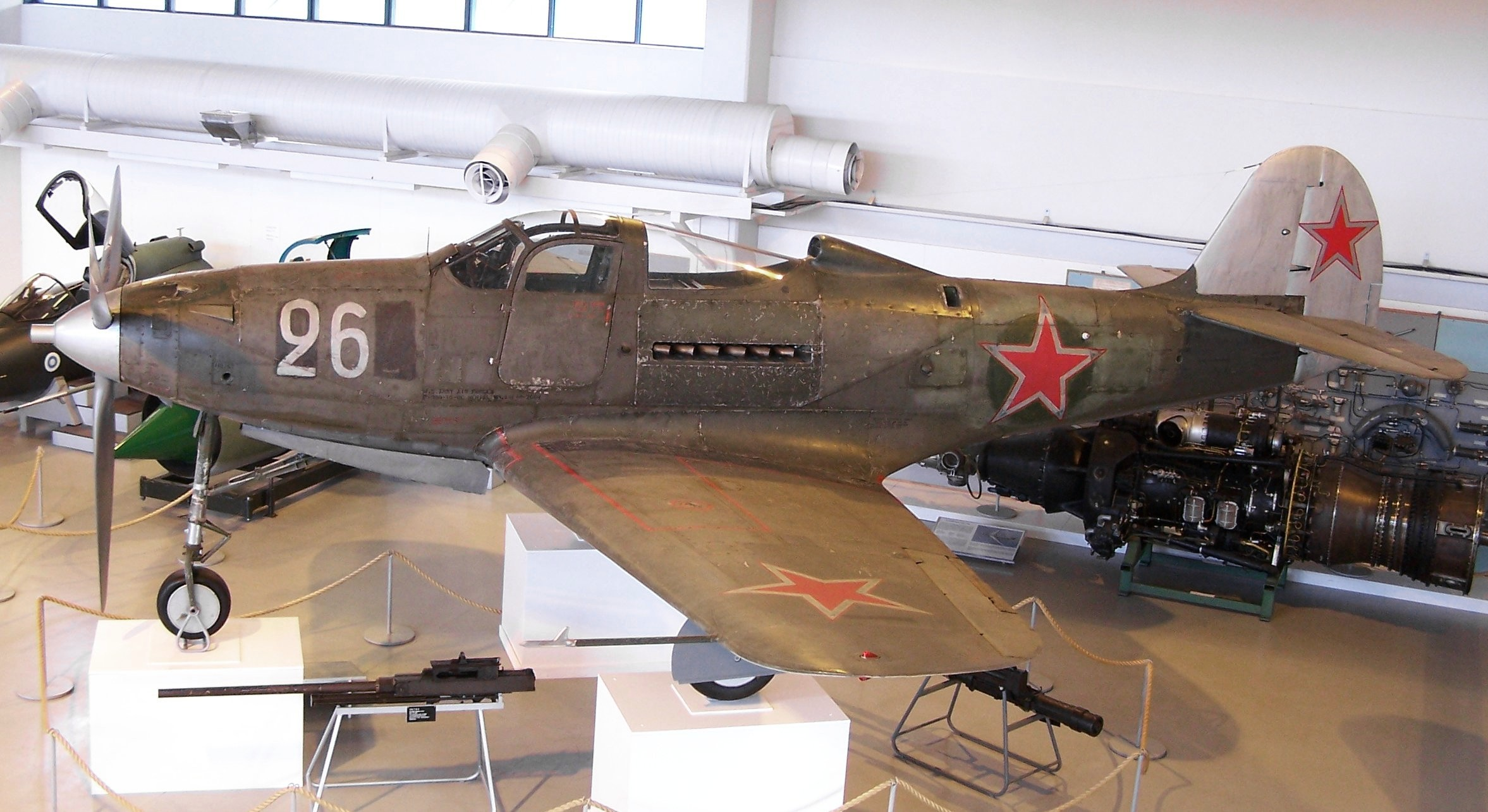
Радянський P-39Q, колишній 44-2664, виставлений у Музеї авіації Центральної Фінляндії

Найбільш успішним і численним використанням P-39 було Радянськими ВПС. Вони отримали значно покращені моделі N та Q через маршрут Аляска-Сибір. Тактичне середовище східного фронту не потребувало високої потужності на великих висотах, яку потребували ВПС США та Британії. Порівняно низька швидкість, низьковисотний характер більшості повітряних боїв на радянському фронті відповідав сильним сторонам P-39: міцна конструкція, надійне радіообладнання та відповідна вогнева міць.
Радянські льотчики високо цінували P-39 оснащений гарматою, в першу чергу, завдяки своїй здатності до виконання завдань по повітряних цілях. Поширеною помилкою на заході є те, що винищувачі P-39 використовувалися як штурмові літаки для відпрацювання по наземних цілях. Це тому, що радянський термін для місій P-39, «прикриття сухопутних військ», зазвичай перекладається як «ground support» (підтримка наземних сил), що часто розуміють як close air support (авіаційна підтримка). У радянському використанні це словосполучення має більш широке значення. Радянські P-39 використовувались як штурмовики, але це «ніколи не було головною місією або сильним застосуванням для цього літака». Радянські військові розробили успішну тактику боротьби з повітряними цілями для винищувачів Белл і здобула дивовижну кількість повітряних перемог над різними німецькими літаками. Радянські P-39 не мали проблем з розправою над Junkers Ju 87 Stukasабо німецькі двомоторні бомбардувальники, а в деяких випадках були рівними або перевершували, ранні та випущені у середні війни Messerschmitt Bf 109s. Правда варто зазначити, що на момент 1942 року та і в подальшому, німецьку авіацію та кращі екіпажі літаків перекидали на західний фронт для боротьби із літаками союзників. Виснажливі операції в боях за Атлантику змушували Люфтваффе поступово покидати східний фронт після 1942 року.
Радянський пілот, Микола Григорович Голодніков, пригадуючи свої враження від P-39,
Drabkin 2007, p. 133.
Перші радянські «Кобри» мали 20-мм гармату Hispano-Suiza і два важких кулеметів Браунінга, синхронізованих і встановлених в носі. Пізніше кобри прибули з 37 мм гарматою М4 і чотирма кулеметами, двома синхронізованими і двома вмонтованих в крила. «Ми негайно знімали 2 кулемети з крил, залишивши одну гармату і два кулемети в носі літака», — згадував пізніше радянський пілот, Микола Голодніков. Ця модифікація підвищила швидкість крену літака шляхом зменшення інерції обертання. Радянські льотчики високо оцінили гармату М4 своїм потужним калібром і надійну дію але скаржились на низьку скорострільність (три постріли в секунду) та недостатню кількість боєприпасів (всього 30 снарядів).
Радянські військові використовували P-39 головним чином для боротьби у повітрі проти різноманітних німецьких літаків, включаючи Bf 109s, Focke-Wulf Fw 190s, Ju 87s і Ju 88s. Під час битви на річці Кубань, ВПС покладались на P-39s набагато більше, ніж Spitfire та P-40. Олександр Покришкін, у складі 16-го гвардійського винищувального авіаційного полку, здобув 20 перемог у цій кампанії на P-39. Заради справедливості варто сказати, що ВПС покладались на P-39 набагато більше, ніж Spitfire та P-40 тому, що їх було просто кількісно більше, P-39 Airacobra, був найчисленнішим винищувачем поставленим за програмою лен-лізу, який використовувався Радянським Союзом.

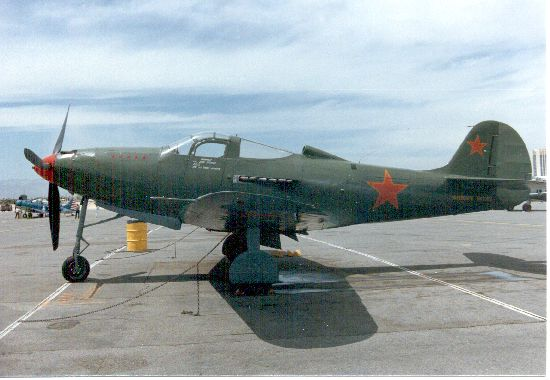
Колишній винищувач Повітряних сил армії США 42-19597, що використовувався у післявоєнний період некомерційною організацією, що займається збереженням та демонстрацією історичних літаків, вже розфарбований радянським маркуванням.

Останній літак, збитий Люфтваффе, був радянський P-39, 8 травня обер-лейтенантом (старшим лейтенантом) Фріцем Стеглем з 7-ї винищувальної ескадри «Новотни», що летів на Messerschmitt Me 262 над Рудними горами. Також, останньою радянською перемогою у повітрі був збитий 9 травня капітаном Василем Пшеничиковим на P-39, у небі над Прагою Focke-Wulf Fw 189. П'ять із десяти найбільш результативних асів радянських ВПС здобули більшість своїх перемог на P-39. Григорій Речкалов здобув 44 перемоги на Bell P-39 Airacobra. 11 травня 1945 року, радянський пілот Георгій Голубєв на P-39 збив німецький бомбардувальний Дорньє-217, це був останній літак збитий на європейському театрі бойових дій. Покришкін здобув 47 з 59 перемог на P-39, що робить його найбільш результативним пілотом винищувача P-39 будь-якої нації, та найбільш результативним пілотом Союзників, що використовував американський винищувач. Це не включаючи його 6 спільних перемог, принаймні деякі з яких були досягнуті на P-39.
Сполучені Штати не поставили бронебійні набої M80 для автоматичних гармат радянського Р-39, замість цього, радянські війська отримали 1232,991 набоїв для авіаційної гармати M54, які вони використовували в основному для боротьби з повітряними та легкоброньованими наземними цілями. Радянські ВВС не використовували P-39 для знищення танків.
Всього до Радянського Союзу було направлено 4 719 Р-39, що становить більше третини всіх винищувачів, що поставлялися США та Великою Британією до ВПС Радянського союзу, і майже половину всіх виготовлених P-39 загалом. Втрати радянських Bell P-39 Airacobra склали 1030 літаків (49 в 1942 році, 305 в 1943 році, 486 в 1944 і 190 в 1945 році).
Bell P-39 Airacobra служили в радянських ВПС аж до 1949 року, поки використовувались у двох полках в складі 16-ї гвардійської винищувальної авіаційної дивізії на Біломорському військовому окрузі.

### Австралія
Всі 23 реконструйовані Bell P-39 Airacobra, позичені п'ятою повітряною армією США були використані Королівськими австралійськими військово-повітряними силами (RAAF) як тимчасовий перехоплювач в тилу. Літакам було призначено серійний префікс Королівських австралійських ВПС A53
У перші місяці Тихоокеанської війни Королівськими австралійськими ВПС зміг отримати лише Curtiss P-40 Kittyhawk яких вистачало лише для облаштування трьох ескадрилій, призначених для виконання фронтових завдань у Новій Гвінеї. І в умовах збільшення кількості японських повітряних нальотів на міста північної Австралії — змушені були покладатися на групи P-40, P-39 і P-400 п'ятої повітряної армії США для захисту таких районів, як Дарвін. У середині 1942 р. Підрозділи повітряного корпусу Армії США, що експлуатували P-39 в Австралії та Новій Гвінеї почали отримувати новенький P-39D. Відповідно, P-39, які були відремонтовані в австралійських майстернях були передані п'ятою повітряної армії США до Королівських австралійських ВПС. У липні сім P-39s прибули до 24 ескадрильї Королівських австралійських ВПС у Бенкстауні, Сідней. У серпні сім P-39D отримала 23-я ескадрилья Королівських австралійських ВПС на аеродромі Лоувуд, поблизу Брисбена. Обидві ескадрильї також використовували інші типи літаків, наприклад австралійський озброєний навчальний літак CAC Wirraway. Жодна ескадрилья не була повністю укомплектована Bell P-39 Airacobra або вела бої на ньому. З початку 1943 року роль протиповітряної оборони виконувало крило Spitfire.
У середині 1943 р. 23-я і 24-а ескадрильї були переобладнані пікіруючими бомбардувальниками Vultee Vengeance, а їхні P-39 переведені до двох новосформованих винищувальних ескадрилій, 82-ї (посиленої P-40, що були дефіцитними) у Бенкстауні і 83-ї (так як ескадрилья очікувала австралійський CAC Boomerang) у Страспайні, біля Брисбена. Після служби у цих ескадрильях протягом декількох місяців, всі Bell P-39 Airacobra, що залишилися були повернуті до Повітряних сил армії США, а Королівські австралійські ВПС цілком припинили експлуатацію літака.

### Франція
У 1940 році Франція замовила P-39 від Белла, але через Комп'єнське перемир'я з Німеччиною літаки не були доставлені. Після операції «Смолоскип» французькі війська в Північній Африці стали на бік союзників, і були переобладнані технікою союзників, включаючи P-39N. З середини 1943 року три винищувальні ескадрильї, GC 3/6 Roussillon, GC 1/4 Navarre і GC 1/5 Champagne, літали на цих P-39 в боях над Середземним морем, Італією та Південною Францією. Пізніше було доставлено партію P-39Q, але Airacobra, ніколи не була популярним літаком у французьких пілотів, і до кінця 1944 року всі фронтові підрозділи змінили P-39 на P-47.

### Італія
У червні 1944 року Італійські союзні військово-повітряні сили (ICAF) отримали 170 P-39, більшість з них моделі Q і кілька N (15-та повітряна армія США зберігала надлишок свої літаків на аеродромі Неаполя), а також принаймні один L і п'ять M. P-39N (без обтікачів для 12,7 кулеметів) мав двигун із ресурсом роботи близько 200 годин, що був трохи новіше, ніж двигуни P-39Q, з ресурсом роботи близько 30-150 годин. В цілому із 149 літаків P-39, Р-39N використовувалися для навчання, в той час як нові Q моделі використовувались на фронті.

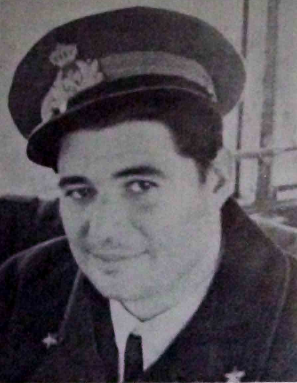
Франсіс Леонціні

У червні-липні 1944 року Група 12 °, 9 ° та 10 ° у складі підрозділу винищувальної авіації Військово-повітряних сил Італії 4° Stormo переїхала до авіаційної бази «Кампо Везувіо» для переоснащення на Р-39. Місце було поганим, впродовж трьох місяців тренування відбулося 11 аварій, пов'язаних з несправністю двигуна та поганим обслуговуванням самої бази. Три пілоти загинули та ще два були серйозно поранені. Одним із жертв, 25 серпня 1944 року, став "ас серед асів ", старший сержант Терезіо Вітторіо Мартінолі.
Три групи із 4° Stormo були спочатку відправлені до аеродрому Леверано (Лечче), а потім у середині жовтня до аеродрому Галатіна. Наприкінці тренування відбулося ще вісім аварій. Майже 70 літальних апаратів були у справному стані, і 18 вересня 1944 року група 12° здійснила першу місію на P-39 над Албанією. Зосередившись на атаці наземних цілей, італійські P-39 довели свою придатність для цієї роботи, втративши лише 10 літаків з 4 листопада по 3 грудня 1944 року збитих німецькими зенітними гарматами. У лютому-березні 1945 року групи 10° та 9° переїхали із Галатіни на північ, на повітряну базу Канне, поблизу Кампобассо, в той час як союзники дозволили італійським пілотам використовувати злітно-посадкову смугу острова Вис, в Адріатичному морі, в якості місця для екстреної посадки під час тривалих вильотів на Балкани. 4° Stormo здійснили багато ефективних оперативних вилазок на північ Югославії, і 2 квітня 1945 року вони втратили лише ще один P-39, через відмову двигуна у повітряному просторі над Сараєво. Італійський P-39 налітав більше 3000 бойових годин.
До кінця війни 89 літаків P-39 ще перебували в аеропорті Канне і 13 в Scuola Addestramento Bombardamento e Caccia («Навчальна школа для бомбардувальників та винищувачів») на аеродромі Фрозіноне. За 10 місяців оперативної служби, пілотів 4° Stormo було нагороджено трьома золотими медалями «Medaglia d'Oro al Valore Militare» (Золота медаль за військову доблесть). Після війни P-39 перейшли на службу до новостворених Військово-повітряних сил Італії де їх використовували кілька років як навчальний літак. 10 травня 1950 року у Галатіні, в школі винищувальної авіації, у результаті несправності розбився об землю P-39, ним керував ветеран війни, підполковник Франсіс Леонціні.

### Польща
Польські військово-повітряні сили отримали від Радянського союзу 2 Bell P-39 Airacobra у 1947 році для можливого використання у наново створених військово-повітряних силах. Але було вирішено переоснастити частини ВПС Польщі літаками Як-9.

### Португалія
У період з грудня 1942 року по лютий 1943 року Армійська військова авіація Португалії отримала літаки, що експлуатувались 81-й і 350-ю винищувальною групами Повітряних сил армії Сполучених Штатів, які спочатку були відправлені до Північної Африки в рамках операції «Смолоскип». Через кілька проблем на шляху, деякі літаки були вимушені приземлитися в Португалії та Іспанії. З 19 винищувальних літаків, які вимушено приземлились на території Португалії, всі були інтернованими і введені в службу у склад Армійської військової авіації Португалії. Вони створили бойову ескадрилью, що базувалась на авіабазі Ота.
Незважаючи на відсутність необхідності, уряд Португалії заплатив Сполученим Штатам 20 000 доларів США за кожен з цих інтернованих літаків, а також за один інтернований Lockheed P-38 Lightning. США прийняли плату і подарували в подарунок чотири додаткові літаки, два з яких були не сильно пошкоджені, без поставлених запасних частин, посібників з обслуговування та управління. Без належної підготовки, включення літака в експлуатацію було страшенно проблематично, і з рештою останні шість португальських Bell P-39 Airacobra, що залишилися в 1950 році, були продані на металобрухт.

## Післявоєнний період
Дуже невелика кількість пізніх P-39Q збереглась як облікове майно Повітряних сил армії Сполучених Штатів, які набули Військово-повітряні сили Сполучених Штатів з моменту їх відокремлення від армії. Ці літаки служили в навчальних та тестувальних цілях приблизно рік. Вони були перейменовані на ZF-39Q («ZF» означає «застарілий винищувач») у червні 1948 року в рамках нової системи найменування літаків у Військово-повітряних силах Сполучених Штатів Америки.
У 1945 році Італія придбала 46 вживаних P-39 за 1 % від їхньої вартості, але влітку 1946 року трапилося багато аварій, у тому числі смертельних. До 1947 року 4° Stormo переоснастили на Lockheed P-38 Lightning, при цьому Bell P-39 Airacobra відправили до тренувальних підрозділів, де вони перебували до зняття з експлуатації у 1951 році. Тільки гармата T9 збереглась до сьогодні в музеї Vigna di Valle.

## Перегони

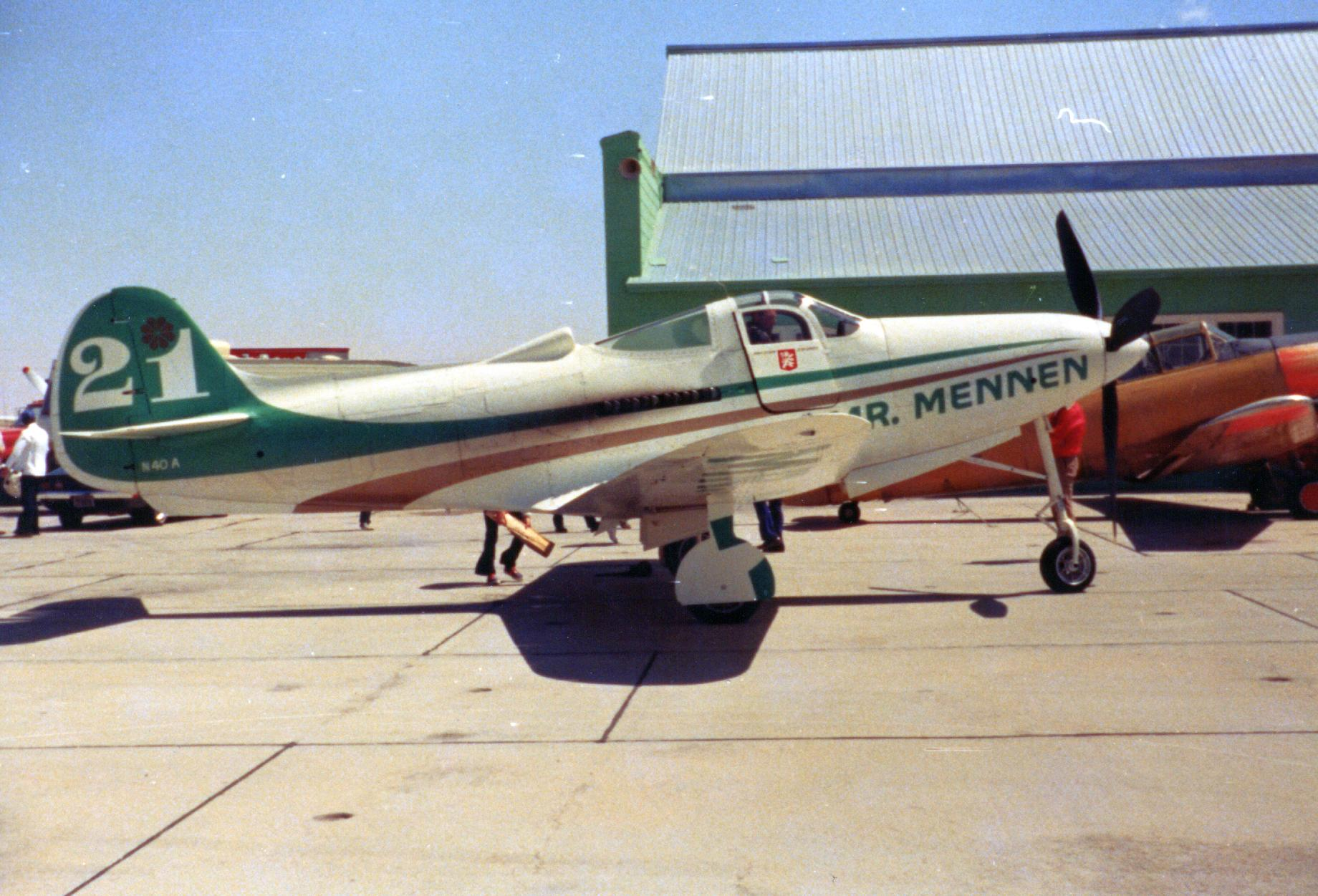
P-39Q «Mr. Mennen» Міри Словака

Bell P-39 Airacobra брала участь у Національних повітряних перегонах у Сполучених Штатах після Другої світової війни. Відомі версії літаків-близнюків, використовувані для гонок, — «Кобра I» і «Кобра II», що належали спільно трьом льотчикам-випробувачам Bell Aircraft, Чалмерсу «Слік» Гудліну, Елвіну М. «Текс» Джонстону і Джеку Вуламсу. На одному з цих літках у 1946 році було встановлено рекорд швидкості на перегонах, 373 миль на годину (600 км/год). Ці літаки були обширно модифіковані, щоб виникла можливість використовувати потужніший двигун P-63 і були оснащені прототипом лопатей гвинтів із заводу Bell. Літак «Кобра I» із льотчиком Джеком Вуламсом було втрачено в 1946 році під час тестового польоту над озером Онтаріо, в кінці дня, можливо, коли літак досягнув швидкості 400 миль/год (643 км/год). Літак раптово і нез'ясовно врізався у воду, розлетівшись на шматки від удару.
«Кобра II» (Гоночний № 84), яким літав тест-пілот «Teкс» Джонстон, обігнав гоночні модифікації North American P-51 Mustang, а також інших гонщиків на P-39 (які були фаворитами перегонів), та виграв гонку Thompson Trophy 1946 року. Кобра II змагався знову за Thompson Trophy у1947 року, посівши третє місце. У 1948 році у гонці Thompson Trophy не вдалося закінчити через проблеми із двигуном. Кобра II більше не брав участі у перегонах. 10 серпня 1968 літак був знищений під час тестового польоту перед спробою здобути світовій рекорд швидкості на літаку із поршневим двигуном. Пілот і власник літака, Майк Керрол, втратив контроль і зазнав аварії. Керрол помер і дуже модифікований P-39 був повністю зруйнований.
Міра Словак на літаку P-39Q «Mr. Mennen» (Гоночний № 21, колишній серійний номер у корпусі повітряних сил армії Сполучених Штатів № 44-3908, номер цивільного реєстру — NX40A) був дуже швидким гонщиком. У 1971 році Міра купив P-39 і переобладнав його на гоночний. Літак був спонсорований Джорджем Мененом з косметичної компанії Mennen і отримав назву «Mr. Менн». Міра останнім (у 1972 році) брав участь у гонці в Ріно (Невада) на P-39Q із двигуном потужністю 2000 кінських сил (1491 кВт). Проте там Мірі дозволили лише взяти участь у серії демонстративних польотів. втягуватися в довготривалу дискусію з FAA, Через механічну проблему Міра був змушений приземлитися на руліжну доріжку. Це спричинило тривалу суперечку із Федеральним управлінням цивільної авіації США, і зміг оскаржити своє призупинення ліцензії пілота у Верховному суді США. Колірна гама його літака була білою із зеленою та бронзовою фарбою та написом «Mr. Mennen». На сьогоднішній день його літак знаходиться у експозиції авіаційного музею Kalamazoo Air Zoo, в кольоровій схемі P-400 «Whistlin' Britches».